# ISO 3166-2:ST
ISO 3166-2:ST è uno standard ISO che definisce i codici geografici delle suddivisioni di São Tomé e Príncipe; è un sottogruppo dello standard ISO 3166-2.
I codici, assegnati alla provincia di Príncipe e ai sei distretti del paese, sono formati da ST- (sigla ISO 3166-1 alpha-2 dello Stato), seguito da una lettera (per la provincia) o due cifre (per i distretti).

## Codici
| Codice | Suddivisione | Tipo               |
| ------ | ------------ | ------------------ |
| ST-01  | Água Grande  | distretto          |
| ST-02  | Cantagalo    | distretto          |
| ST-03  | Caué         | distretto          |
| ST-04  | Lembá        | distretto          |
| ST-05  | Lobata       | distretto          |
| ST-06  | Mé-Zóchi     | distretto          |
| ST-P   | Príncipe     | provincia autonoma |